# Hugo González
Hugo González Peña (5 de fevereiro de 2006) é um jogador profissional espanhol do Boston Celtics da National Basketball Association (NBA).

## Vida e carreira
Nascido em Madrid, os pais de González eram jogadores profissionais de basquete, o que o fez começar a jogar aos nove anos de idade. Ele disse: "Minhas primeiras memórias de basquete vêm dos meus pais. Eles jogaram basquete e me influenciaram um pouco.". Ele começou a jogar por uma academia local de basquete em San Agustín del Guadalix, onde ficou três anos.
González se juntou ao time juvenil do Real Madrid aos 9 anos de idade. Ele rapidamente subiu nas fileiras, eventualmente se tornando parte da equipe júnior e da equipe reserva na Liga EBA durante a temporada 2022-23. González se tornou uma estrela na lista da geração de 2006, que incluía Ismaila Diagne, Mitar Bonjakovic e o colega prospecto de recrutamento Egor Demin. Em 2023, ele venceu o Next Generation Tournament com o Real Madrid Sub-18. Ele ganhou um título consecutivos em 2024, também reunindo honras de MVP. González marcou 23 pontos e 6 assistências no jogo do campeonato contra o PFBB, e teve uma média de 17,5 pontos, 6,5 rebotes e 3,8 assistências por jogo durante o torneio.

## Carreira profissional
Em 2 de outubro de 2022, González fez sua estreia profissional com o Real Madrid na Liga ACB contra o Monbus Obradoiro. Ele passou 3:08 minutos na quadra, contribuindo com 4 pontos e um PIR de 5 na vitória contra os galegos. Aos 16 anos, 7 meses e 27 dias de idade, ele se tornou o quarto Madridista mais jovem a jogar na ACB.

## Carreira na seleção nacional

### Equipes juniores
Em julho de 2022, González fez parte da 2022 FIBA Under-17 Basketball World Cup realizada em Málaga, onde a equipe garantiu uma medalha de prata ao perder a final para os Estados Unidos com um placar de 67-79.
Em 30 de julho de 2023, ele ganhou a medalha de prata no 2023 FIBA European Championship U18 realizado em Niš, Sérvia, perdendo a final para o time anfitrião.

### Equipe sênior
Em fevereiro de 2025, González fez sua estreia com a equipe nacional sênior da Espanha quando teve onze pontos e seis rebotes em uma vitória sobre a Lethia na qualificação do EuroBasket 2025 round.